# Zakhchin
El Zakhchin o Zahčin (mongol: Захчин; russa Захчины, Zahčiny), Zakhchin transliteració a l'anglès, són una tribu mongol Oirato que resideix a l'oest de Mongòlia.
Zahčin que significa "gent de la frontera". Se'ls anomena així perquè s'originen a partir de les guarnicions de frontera (especialment Torgud, dôrvôd i oold) Zungaro Imperi. Zahčin va parlar originalment el dialecte de la llengua Oirata, de fet, les generacions de més edat utilitzen els Oirato purs, les noves generacions parlen un dialecte amb influències fortes, el Khalkha. La població era de 29.800 persones l'any 2000, 31.196 al 2007 i 32845 el 2010.